# Кролл, Дайана
Дайана Кролл, OC (англ. Diana Jean Krall, род. 16 ноября 1964, Нанаймо) — канадская джазовая певица и пианистка, обладательница пяти премий «Грэмми» (2000 — две, 2002, 2003, 2010).

## Биография

### Юность
Дайана Джин Кролл (англ. Diana Jean Krall) родилась 16 ноября 1964 года в канадском городе Нанаймо в музыкальной семье: её родители были пианистами, а бабушка — певицей. Эти музыкальные корни способствовали тому, что и сама Дайана связала свою жизнь с музыкой. Ещё будучи ребёнком она овладела навыками игры на фортепиано, а помимо обычной школы, также посещала и музыкальную.
Её музыкальная карьера началась с выступлений в барах, где Кролл была исполнительницей джазовых композиций на фортепиано. В 1981 году она стала победительницей на джазовом фестивале в Ванкувере, главным призом которого стала стипендия в престижном музыкальном колледже Беркли в Бостоне.

### Становление музыкальной карьеры
Одним из своих концертов Кролл привлекла внимание знаменитых джазовых музыкантов Рэя Брауна и Джеффа Хэмилтона, которые убедили её переехать в Лос-Анджелес для дальнейшего развития её музыкальной карьеры. Они также помогли ей получить грант от канадской организации «Arts Council», благодаря которому Кролл удалось заметно подняться на музыкальной арене. В Лос-Анджелесе Дайана Кролл впервые попробовала себя в качестве вокалистки, что сделало её ещё более популярной. Спустя три года она вернулась в Канаду, где обосновавшись в Торонто, продолжила выступления в качестве пианистки и певицы.
В 1993 году Кролл выпустила свой дебютный альбом Stepping Out, который был записан в сотрудничестве с контрабасистом Джоном Клейтоном и музыкантом-барабанщиком Джеффом Хэмилтоном. Он привлёк внимание музыкального продюсера Томми ЛиПума, благодаря которому спустя два года Кролл выпустила свой второй альбом Only Trust Your Heart.

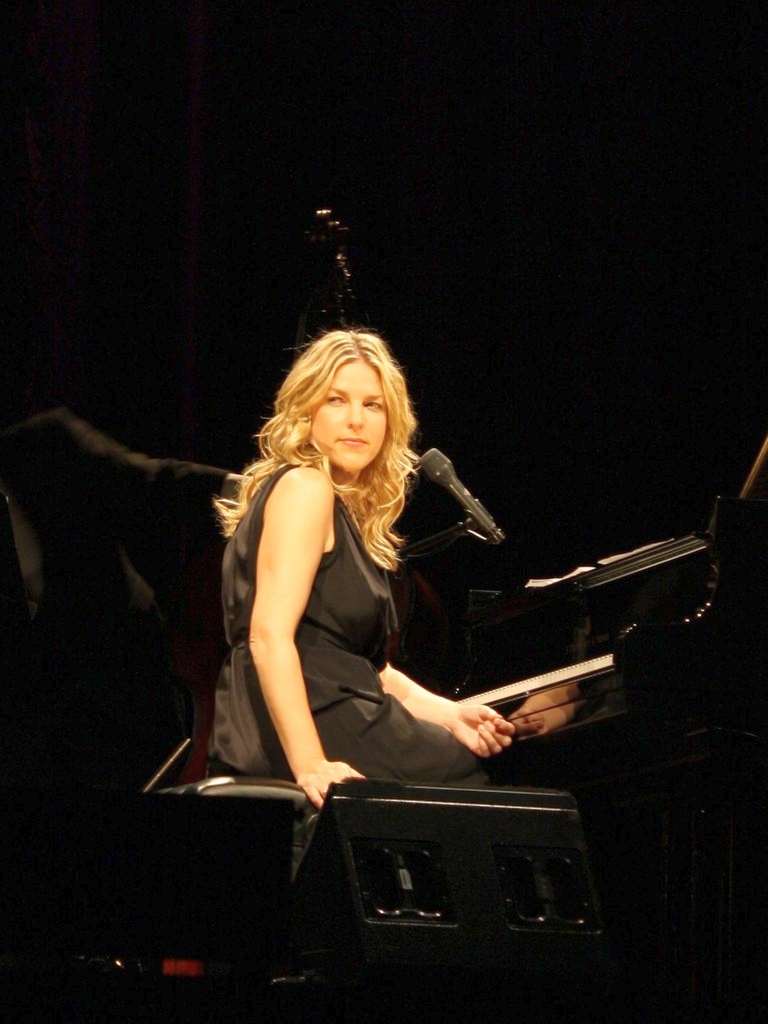
Концерт в Кёльне, октябрь 2009

### Успех и признание
Её третий альбом под названием All for You: A Dedication to the Nat King Cole Trio, записанный в 1996 году, был номинирован на премию «Грэмми», а также в течение 70 недель находился в джазовом чарте Billboard. Также большим успехом пользовался альбом Love Scenes (1997), который Кролл записала совместно с гитаристом Расселом Мэлоуном и басистом Кристианом МакБрайдом.
Записанный в 1999 году альбом When I Look In Your Eyes, оркестровым аранжировщиком которого был прославленный Джонни Мэндел, принёс Дайне Кролл премию «Грэмми» как лучшей джазовой исполнительнице, а также номинацию на лучший альбом года. В 2001 году спродюсированный Клаусом Огерманом её альбом The Look Of Love получил статус платинового и попал в десятку лучших альбомов в Billboard 200. Одноимённый заглавный трек альбома, кавер-версия песни Дасти Спрингфилд и Сержио Мендеса из фильма «Казино „Рояль“» (1967), достиг 22 места в чартах.
В августе 2000 года Дайана Кролл приняла участие в гастрольном туре вместе с популярным американским исполнителем Тони Беннетом.
В сентябре 2001 года Кролл организовала мировое турне, а запись её парижского концерта в «Олимпии» стала основой альбома Live in Paris, выпущенного годом позже. Этот альбом также попал в двадцатку лучших в Billboard 200 и принёс Кролл вторую статуэтку «Грэмми» за лучший джазовый вокал.
Тяжёлым для Кролл стал 2002 год, когда от миеломной болезни умерла её мать Аделла, а вскоре не стало и её наставников Рэя Брауна и Розмари Клуни.

### Замужество и последующие проекты
6 декабря 2003 года Дайана Кролл вышла замуж за британского музыканта Элвиса Костелло, торжественное бракосочетание с которым прошло в поместье Элтона Джона недалеко от Лондона. 6 декабря 2006 года в Нью-Йорке Кролл родила сыновей-близнецов Декстера Генри Лоркана и Фрэнка Джеймса.
После брака Кролл начала сотрудничество с мужем, выступив при этом как поэт-песенник, и итогом их деятельности стал альбом The Girl in the Other Room, вышедший в апреле 2004 года. В том же году она приняла участие в записи песни «You Don’t Know Me» для последнего альбома Рэя Чарльза Genius Loves Company.
Альбом под названием «Quiet Nights» был выпущен в марте 2009 года. Дайана Кролл стала продюсером джазового альбома Барбры Стрейзанд Love Is the Answer, который также был записан в 2009 году.
Заслуги Кролл перед Канадой отмечены вручением ей в 2000 году Ордена Британской Колумбии, введением в Канадскую аллею славы в 2004 году, а также присвоением степени офицера Ордена Канады в 2005 году.
В качестве пианистки, аранжировщика и музыкального руководителя Дайана приняла участие в записи джазового альбома Пола Маккартни Kisses on the Bottom 2012 года, а также в концерте Маккартни «Live Kisses».

## Дискография
| Год  | Альбом | Позиция в чартах | Позиция в чартах | Позиция в чартах | Сертификация                      |
| Год  | Альбом | CAN              | U.S.             | U.S. Jazz        | Сертификация                      |
| ---- | --- | ---------------- | ---------------- | ---------------- | --------------------------------- |
| 1993 | Stepping Out - Реализация: 1990 - Лейбл: Justin Time Records                                                | —                | —                | 12               | - CAN: Gold                       |
| 1995 | Only Trust Your Heart'' - Реализация:14 февраля 1995 - Лейбл: GRP Records                                   | —                | —                | 8                |                                   |
| 1995 | All for You: A Dedication to the Nat King Cole Trio - Реализация: 3 октября 1995 - Лейбл: Impulse! Records  | —                | —                | 3                | - CAN: Gold - US: Gold            |
| 1997 | Love Scenes - Реализация: 26 августа 1997 - Лейбл: Impulse! Records                                         | —                | 109              | 1                | - CAN: 2x Platinum - US: Platinum |
| 1998 | When I Look in Your Eyes - Реализация: 8 июня 1999 - Лейбл: Impulse! Records                                | 12               | 56               | 1                | - CAN: 3x Platinum - US: Platinum |
| 2001 | The Look of Love - Реализация: 18 сентября 2001 - Лейбл: Impulse! Records                                   | 1                | 9                | 1                | - CAN: 7x Platinum - US: Platinum |
| 2002 | Live in Paris - Released: 1 октября 2002 - Label: Verve Records                                             | 3                | 18               | 2                | - CAN: 2x Platinum - US: Gold     |
| 2004 | The Girl in the Other Room - Реализация: 27 апреля 2004 - Лейбл: Verve Records                              | 1                | 4                | 1                | - CAN: 2x Platinum - US: Gold     |
| 2005 | Christmas Songs - Реализация: 1 ноября 2005 - Лейбл: Verve Records                                          | 2                | 17               | 1                | - US: Gold                        |
| 2006 | From This Moment On - Реализация: 19 сентября 2006 - Лейбл: Verve Records                                   | 1                | 7                | 1                | - CAN: 2x Platinum                |
| 2009 | Quiet Nights - Реализация: 31 марта 2009 - Лейбл: Verve Records                                             | 2                | 3                | 1                | - CAN: 2x Platinum                |
| 2012 | Glad Rag Doll - Реализация: 10 февраля 2012 - Лейбл: Verve Records                                          | 2                | 6                | 1                |                                   |
| 2015 | Wallflower - Реализация: 3 февраля 2015 - Лейбл: Verve Records                                              | 2                | 10               | 1                |                                   |
| 2017 | Turn Up the Quiet - Реализация: 5 мая 2017 - Лейбл: Verve Records                                           | 8                | 18               | 1                |                                   |
| 2020 | This Dream of You - Реализация: 25 сентября 2020 - Лейбл: Verve Records - Запись: Capitol Studios 2017—2020 |                  |                  |                  |                                   |